# Поляна (Павловский район)
Поля́на — деревня в Павловском районе Нижегородской области. Входит в состав городского поселения город Горбатов.
В 2006 году в деревне был снят эпизод фильма Никиты Михалкова «Утомлённые солнцем-2: Предстояние». Ради постройки сожжённого по сюжету амбара съёмочной группой был снесён один из домов, многие другие перекрасили, построили дощатые заборы. В качестве массовки в эпизоде были задействованы в основном местные жители.
На 2018 год в деревне около 47 домов. Деревня с каждым годом развивается. Имеет большой пруд, который был расширен за счет личных средств жителей деревни. Транспортная развязка в деревню имеет свои нюансы, в дождливую погоду добраться непосредственно в деревню можно только на внедорожниках. Деревня располагается в трех километрах от ближайших деревень с асфальтированным покрытием. Остальные три километра необходимо ехать по грунтовой, глиняной дороге с горы, под достаточно крутым углом.
Осенью 2020 года со стороны деревни Тимонино на въезде в деревню был установлен крест.
На июль 2021 года домов поубавилось, за последние годы сгорели около 5 домов. Жители нижнего конца деревни произвели полную очистку колодца с питьевой водой, находящегося у дома «саркофаг», так как вода до конца деревни перестала доходить и поливать огороды стало нечем.